# Lijst van voetbalinterlands Burkina Faso - Niger
Deze lijst van voetbalinterlands is een overzicht van alle officiële voetbalwedstrijden tussen de nationale teams van Burkina Faso (dat tot 1984 Opper-Volta heette) en Niger. De West-Afrikaanse buurlanden speelden tot op heden negentien keer tegen elkaar. De eerste ontmoeting was een kwalificatiewedstrijd voor de Afrikaanse Spelen 1965 op 27 december 1964 in Lagos (Nigeria). Het laatste duel, een vriendschappelijke wedstrijd, werd gespeeld in Berrechid (Marokko) op 26 maart 2024.

## Wedstrijden
| №  | Plaats         | Datum             | Competitie                                        | Wedstrijd            | Uitslag |
| -- | -------------- | ----------------- | ------------------------------------------------- | -------------------- | ------- |
| 1  | Lagos          | 27 december 1964  | Afrikaanse Spelen 1965 kwalificatie               | Niger – Opper-Volta  | 2 – 2   |
| 2  | ?              | 1 augustus 1967   | Vriendschappelijk                                 | Niger – Opper-Volta  | 2– 3    |
| 3  | ?              | 22 maart 1970     | Vriendschappelijk                                 | Opper-Volta – Niger  | 3 – 3   |
| 4  | Ouagadougou    | 17 september 1972 | Afrikaanse Spelen 1973 kwalificatie               | Opper-Volta − Niger  | 2 − 0   |
| 5  | Lomé           | 29 oktober 1972   | Afrikaanse Spelen 1973 kwalificatie               | Niger − Opper-Volta  | 0 − 2   |
| 6  | Niamey         | 6 september 1981  | Vriendschappelijk                                 | Niger − Opper-Volta  | 2 − 1   |
| 7  | Bobo-Dioulasso | 3 oktober 1982    | Vriendschappelijk                                 | Opper-Volta − Niger  | 1 − 1   |
| 8  | Accra          | 26 februari 1986  | Vriendschappelijk                                 | Burkina Faso − Niger | 0 − 0   |
| 9  | Accra          | 2 maart 1986      | Vriendschappelijk                                 | Burkina Faso − Niger | 1 − 2   |
| 10 | Ouagadougou    | 24 juli 1988      | Vriendschappelijk                                 | Burkina Faso − Niger | 1 − 0   |
| 11 | Ouagadougou    | 12 mei 1996       | Vriendschappelijk                                 | Burkina Faso − Niger | 0 − 0   |
| 12 | Ouagadougou    | 23 maart 2013     | WK 2014 kwalificatie                              | Burkina Faso − Niger | 4 − 0   |
| 13 | Niamey         | 9 juni 2013       | WK 2014 kwalificatie                              | Niger − Burkina Faso | 0 − 1   |
| 14 | Ouagadougou    | 5 juli 2013       | African Championship of Nations 2014 kwalificatie | Burkina Faso − Niger | 1 − 0   |
| 15 | Niamey         | 28 juli 2013      | African Championship of Nations 2014 kwalificatie | Niger − Burkina Faso | 1 − 0   |
| 16 | Niamey         | 30 augustus 2015  | Vriendschappelijk                                 | Niger − Burkina Faso | 0 − 0   |
| 17 | Marrakesh      | 2 september 2021  | WK 2022 kwalificatie                              | Niger − Burkina Faso | 0 − 2   |
| 18 | Marrakesh      | 12 november 2021  | WK 2022 kwalificatie                              | Burkina Faso − Niger | 1 − 1   |
| 19 | Berrechid      | 26 maart 2024     | Vriendschappelijk                                 | Burkina Faso − Niger | 1 − 1   |

## Samenvatting
| Competitie                                   | Totaal gespeeld | Winst Burkina Faso | Gelijk | Winst Niger | Doelsaldo Burkina Faso – Niger |
| -------------------------------------------- | --------------- | ------------------ | ------ | ----------- | ------------------------------ |
| WK-kwalificatie                              | 4               | 3                  | 1      | 0           | 8 − 1                          |
| African Championship of Nations-kwalificatie | 2               | 1                  | 0      | 1           | 1 − 1                          |
| Afrikaanse Spelen kwalificatie               | 3               | 2                  | 1      | 0           | 6 − 2                          |
| Vriendschappelijk                            | 10              | 2                  | 6      | 2           | 11 − 11                        |
| Totaal                                       | 19              | 8                  | 8      | 3           | 26 − 15                        |

Wedstrijden bepaald door strafschoppen worden, in lijn met de FIFA, als een gelijkspel gerekend.